# 世耕政隆
世耕 政隆（せこう まさたか、1923年1月6日 - 1998年9月25日）は、日本の政治家、医学者、学校法人理事長。位階は正三位。

## 来歴・人物
日本大学第二高等学校卒業。1949年、日本大学医学部を卒業する。同大学に残り、同大医学部皮膚科学の教授に。1960年 日本大学　医学博士。論文の題は「紫斑性皮膚疾患の血液学的分布」。 1965年から父弘一のあとを継ぎ、2代目近畿大学総長・理事長を務める。
1967年に第31回衆議院議員総選挙に自民党公認で旧和歌山2区から立候補し当選するが（当選同期に山下元利・増岡博之・塩川正十郎・加藤六月・河野洋平・中尾栄一・藤波孝生・武藤嘉文・坂本三十次・塩谷一夫・山口敏夫・水野清など）、1969年の第32回衆議院議員総選挙で落選。2年後の1971年、第9回参議院議員通常選挙で和歌山県選挙区に転じ当選する。以後、当選5回。1981年、鈴木善幸内閣の内閣改造で自治大臣兼国家公安委員会委員長として入閣する。
自民党では佐藤栄作→田中角栄派に属したが、1987年に田中派が竹下派と二階堂グループに分裂すると、小沢辰男、後藤田正晴らと共に、どちらにも与さずに無派閥となった。
1989年の第15回参議院議員通常選挙では消費税を争点とする大逆風の中で一人区で当選をする（1989年参院選一人区で当選をした自民党候補は富山県選挙区の鹿熊安正と佐賀県選挙区の陣内孝雄の3人のみ）。1990年には裁判官弾劾裁判所裁判長を務めた。
1998年4月の叙勲で勲一等旭日大綬章を受章したが、夏頃から体調を崩しており、参議院議員在職中の同年9月25日、肺炎のため、大阪府大阪狭山市の近畿大学医学部附属病院で死去した。75歳没。死没日付をもって正三位に叙された。哀悼演説は同年10月14日の参議院本会議で、本岡昭次により行われた。
地盤は甥の世耕弘成が引き継ぎ、死去に伴う欠員補充となる同年11月8日に執行された参議院和歌山県選挙区補欠選挙で初当選した。
墓所は多磨霊園にある。
日本文芸家協会に所属した詩人でもあり、玉置正敏、草間彌生との共著で詩画集『七』を出版した。檀一雄が編集発行人を務めた「ポリタイア」の同人にしてスポンサーであった。1989年の近畿大学文芸学部創設を主導し、後藤明生を招聘した。